# Триалізм в Австро-Угорщині

Етнічний склад та внутрішні кордони Австро-Угорщини (1911)

Варіант реорганізації Австро-Угорщини Генріха Ганау, 1905

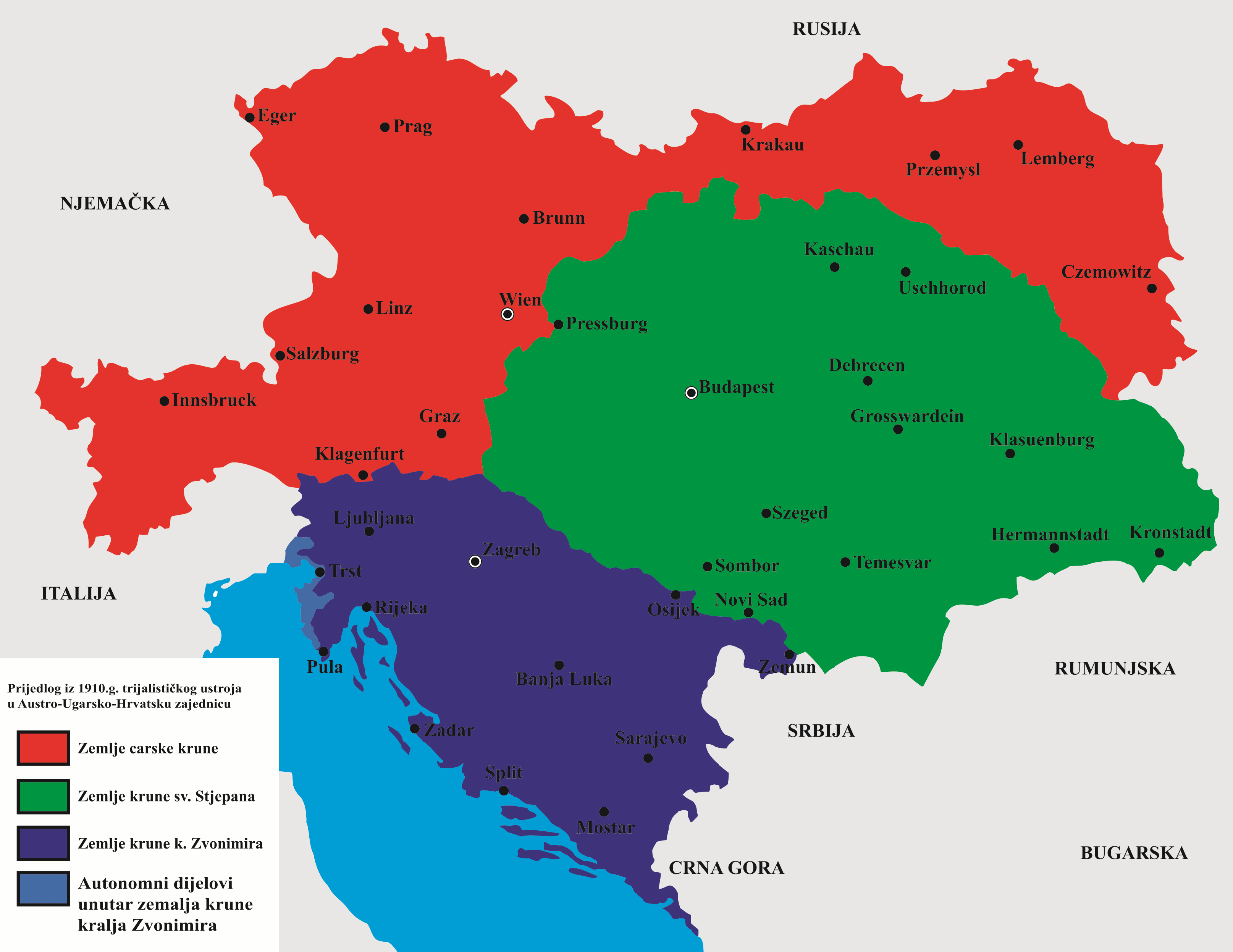
Пропозиція Ніколи Звоніміра Бєловучича щодо реорганізації Австро-Угорщини, 1910

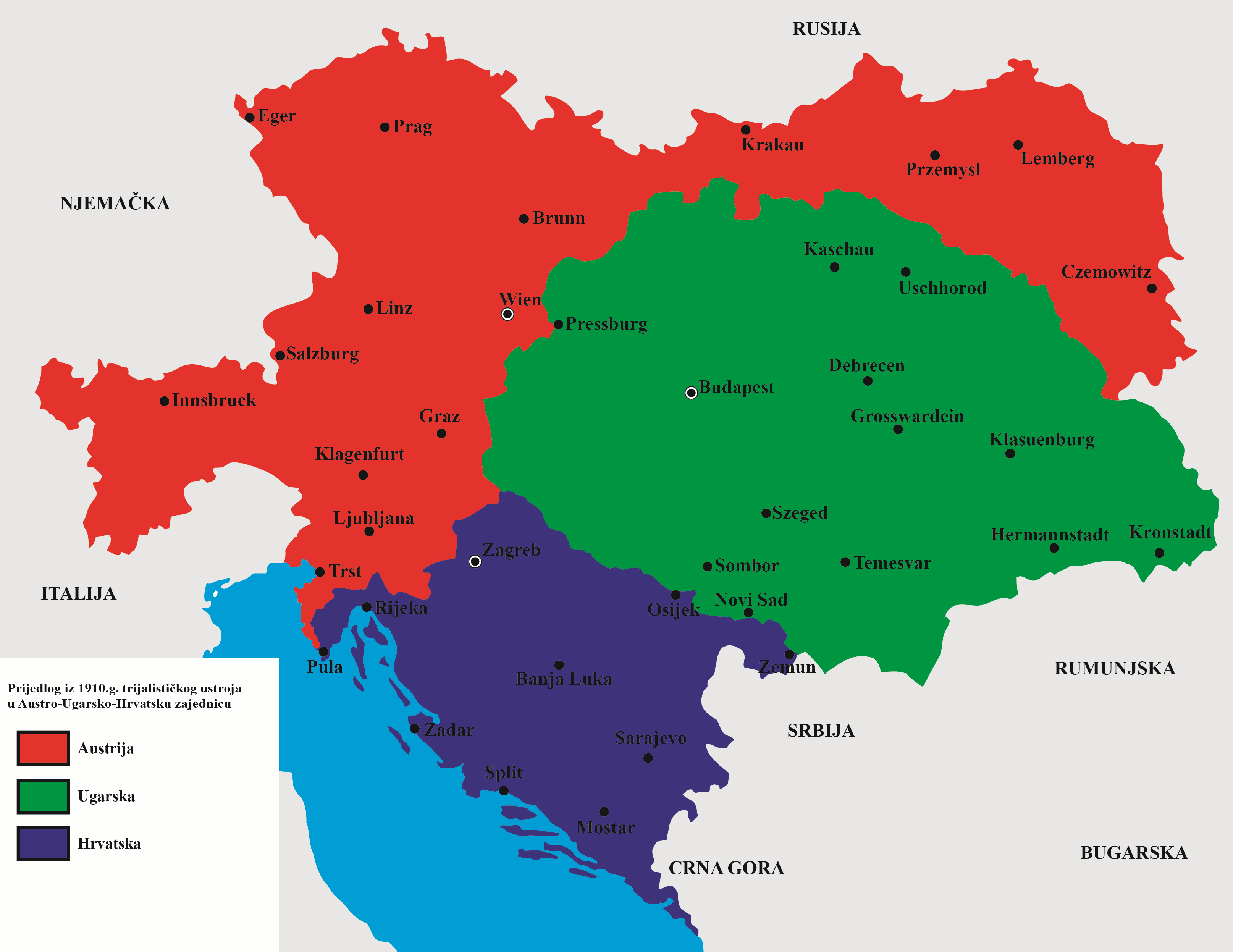
Пропозиція Іво Пілара щодо реорганізації Австро-Угорщини, 1910

В історії Австро-Угорщини триалізм являв собою політичний рух, який мав на меті реорганізацію дуалістичної імперії у триалістичну шляхом утворення автономної Хорватії як рівноправної з Австрією та Угорщиною одиниці. Імператор Франц Фердинанд просував ідею триалізму перед тим, як на нього було здійснено замах у 1914, з метою запобігання розколу імперії через незгоду слов'янської частини зі своїм становищем у ній. Імперія могла складатися з трьох рівноправних частин замість двох — слов'янська її частина мала бути репрезентованою на найвищому рівні разом з Австрією й Угорщиною. Серби вбачали в цій ідеї загрозу їхньому прагненню до створення держави Югославії. Угорські лідери займали домінуючі позиції в імперських колах; вони категорично відкидали ідею триалізму, оскільки вона могла призвести до виходу багатьох національних меншин з-під угорського панування, яке сприймалося ними як пригнічуюче.
Ідея триалізму ніколи не була близькою до фактичної імплементації, хоча в неї були прибічники серед помітних представників політичної еліти. Наприкінці Першої світової війни прихильники триалізму досягли номінальної підтримки, однак незадовго після цього монархія перестала існувати як така.

## Історія
Ідея триалізму бере свій початок у 1880-х в аристократичних та клерикальних колах Австро-Угорської імперії як реакція на угорський націоналізм; вона мала бути противагою революційному, сепаратистському югославізму. Розроблялася всередині партійного апарату імперії при підтримці хорватських політиків і австрійських посадових осіб (включаючи імператора Франца Фердинанда). Австрійці сподівалися, що Сербія врешті-решт приєднається до створеної в перспективі великої Хорватії; це мало чинити тиск на Угорщину та дозволити Відню продовжити домінувати в імперії.
На початку та в середині XIX століття розвинувся панславізм, представники якого прагнули створити на додачу до австрійської та угорської корон третю, слов'янську, яка б охоплювала окремо "північних" та південних слов'ян, що дозволило б імперії опиратися претензіям інших слов'янських країн та націй (Росії та Сербії).
З поразкою ранніх панславістських (чехо-словацького й хорватсько-словенсько-сербського) рухів нова концепція суворо концентрувалася навколо Хорватії. Після австро-угорського компромісу 1867 та хорватсько-угорського 1868 серед хорватського населення існувало невдоволення через те, що воно виявилося розділеним між двома частинами імперії (хорвати Істрії й Далмації — під австрійським протекторатом, тоді як хорвати Хорватії і Славонії — під угорським; між ними пролягала Боснія і Герцеговина). Особливо наполягали на реорганізації імперії здебільшого в Хорватії і Славонії та Боснії і Герцеговині, де починаючи з 1848—49 були невдоволені асоціацією з угорцями. Було висунуто багато тріалістських пропозицій, проте основна ідея полягала в тому, що імперія мала складатися з трьох частин — Австрії, Угорщини та Хорватії.
Найвідомішими прихильниками триалізму в Хорватії були Нікола Звонімір Бєловучич (автор книги Триалізм і Хорватська держава), Іво Пілар (історик, політик і автор книги Південнослов'янське питання), Александар Хорват (лідер промонархістської Партії Права та делегат від хорватських земель при підписанні триалістського договору у Відні та Будапешті у 1918). Серед інших прихильників ідеї були генерал Стефан Саркотич, фельдмаршал Свєтозар Бороєвич, Іво Продан, архієпископ Йосип Стадлер та генерали Лука Шнярич і Міхаель Михайлович.
Запропонована Ніколою Звоніміром Бєловучичем триалістська монархія повинна була отримати назву «Австро-Угро-Хорватія»; кожен імператор мав бути коронований окремо в Австрії, Угорщині та Хорватії. Загальними справами в «Австро-Угро-Хорватії» повинно було займатися також міністерство військово-морського флоту, розташоване в Пулі; кожний суб'єкт монархії повинен був мати власну армію з власною мовою командування та офіцерськими кадрами; міністерство закордонних справ мало рівномірно фінансуватися кожним суб'єктом монархії; кожний суб'єкт монархії однаково мав бути представлений у парламенті.
Згідно з Бєловучичем, Королівство Хорватія мало включати в себе Словенські землі, Істрію, Рієку, Хорватію-Славонію, Далмацію та Боснію і Герцеговину. Трієст та західна частина Істрії повинні були бути автономним регіоном королівства. Італійці регіону мали бути рівними з хорватами в політичному сенсі. Хорвати та серби (а також мусульмани) повинні були отримати громадянські свободи, особливо свободу місцевого самоврядування. Спеціальні положення повинні були діяти стосовно мови, освіти та релігії. До того ж Хорватія мала бути господарем усіх шести королівських хорватських міністрів уряду.
Серед членів родини Габсбургів прихильниками реорганізації імперії були Леопольд Сальватор Габсбург-Тоскана, який протягом 1894—1900 був артилерійським офіцером у Загребі, кронпринц Рудольф та Франц Фердинанд, який був найбільш видатним прибічником ідеї триалізму, через що став головною загрозою для сербських націоналістів та мішенню в ході замаху в Сараєво. Імператор Карл I під час недовгого правління також підтримував концепцію триалізму та реорганізацію монархії в Австро-Угорщині.

## Перша світова війна
Хорватські делегації намагалися досягти здійснення реорганізації імперії протягом усієї Першої світової війни й, хоча їх особисто підтримував Карл I, вони постійно наражалися на відмову та вето з угорської сторони, яка намагалася зберегти цілісність своїх володінь.
Маніфест імператора Карла I від 14 жовтня 1918 був відкинутий декларацією, прийнятою Національною радою словенців, хорватів і сербів у Загребі.
Голова хорватської промонархічної політичної Партії права Александар Хорват, а також члени парламенту Іво Франк та Йосип Пазман, генерали Лука Шнярич і Міхаель Михайлович прибули з візитом до Карла I у Бад-Ішль 21 жовтня 1918. Після цього імператор підтримав ранні пропозиції хорватів від 1917, ветовані угорською стороною; імператор погодив та підписав маніфест — за умови, що угорська сторона зробить те саме, коли він поклянеться цілісністю угорських володінь. Наступного дня делегація відправилася до Будапешту, де зустріла графа Іштвана Тису та вручила йому маніфест угорській Раді міністрів під керівництвом прем'єр-міністра Шандора Векерле від 22 жовтня 1918; угорська сторона підписала маніфест про створення Хорватської держави та об'єднання в ній усіх хорватських земель. Після підписання маніфесту до Загребу була відправлена телеграма, в якій постановлено готуватися до публічного проголошення «Королівства Звоніміра».
Згідно з хорватською делегацією, в Будапешті після підписання маніфесту граф Іштван Тиса заявив: «Я зрозумів, що ми зробили велику помилку стосовно Хорватії».
Після підписання в Загребі було проведено два паради — один на честь падіння Габсбурзької монархії (навпроти Хорватського національного театру), а другий — за збереження триалістської держави.
Останнє голосування за реорганізацію імперії відбулося, тим не менш, занадто пізно — вже на наступний день, 23 жовтня 1918 угорський прем'єр-міністр Александер Векерле подав у відставку й рада міністрів була розформована.
29 жовтня 1918 хорватський парламент на основі права на самовизначення, що визнавалося всіма воюючими сторонами, задекларував кінець союзу та розірвання всіх зв'язків між Угорщиною й Хорватією, а також об'єднання всіх хорватських земель та вступ до Держави Словенців, Хорватів і Сербів.